# Areknamés
Areknamés ist eine italienische Progressive-Rock-Band aus Pescara, die 2001 als Mors in Fabula gegründet wurde.

## Geschichte
Michele Epifani und Simone Antonini waren schon seit Ende der 1990er Jahre gemeinsam in der Band Lentofumo aktiv, die später durch Stefano Colombi komplettiert wurde und sich in Arco del Pendolo umbenannte. Nachdem Piero Ranalli zur Band gestoßen war, nannte sie sich wieder Lentofumo. Beide Projekte, die vom Progressive Rock und Canterbury Sound der 1970er Jahre beeinflusst waren, veröffentlichten aber keine Alben.
Im Jahr 2001 begannen sie Demoaufnahmen und schickten sie, nun unter dem Namen Mors in Fabula, an verschiedene Plattenfirmen. Black Widow Records wurde auf sie aufmerksam und nahm sie unter Vertrag. Die Band änderte erneut ihren Namen, nun in Areknamés, und nahm zwischen März und November 2002 ihr selbstbetiteltes Debütalbum auf, das 2003 veröffentlicht wurde. Nach einigen Besetzungswechseln erschien 2006 Love Hate Round Trip, das bei den ProgAwards ausgezeichnet wurde. Im Jahr 2007 trat die Band beim Burg-Herzberg-Festival auf, ein Mitschnitt erschien 2008. Das dritte Studioalbum folgte 2010.

## Diskografie
- 2003: Areknamés
- 2006: Love Hate Round Trip
- 2008: Live at Burg Herzberg Festival 2007
- 2010: In Case of Loss…